# Синявець хазарський
Синявець хазарський (Polyommatus corydonius) — вид денних метеликів родини синявцеві (Lycaenidae).

## Поширення
Ендемік Кавказу і Закавказзя. Вид поширений у Грузії, Вірменії, Азербайджані, Північному Кавказі Росії, на північному сході Туреччини та південному заході Ірану.
В Україні синявець хазарський — рідкісний, можливо, залітний вид. Окремі особини спостерігалися в Луганській та Одеській областях і на Керченському півострові.